# Maybe Monday
Maybe Monday is een Amerikaans elektro-akoestisch improvisatie-trio, bestaande uit multi-instrumentalist en componist Fred Frith, saxofonist Larry Ochs (mede-oprichter van Rova Saxophone Quartet) en koto-speler Miya Masaoko (tevens elektronica). Hun muziek is omschreven als "een delicate mengeling van elektrische en akoestische muziek, etnisch en urban, traditie en experiment".
Het trio werd gevormd in San Francisco in maart 1997, waar het speelde in de Great American Music Hall. Vervolgens toerde de groep aan de West Coast en in Chicago, waar opnames werden gemaakt die op de eerste plaat verschenen. In 2001 werd het trio versterkt met cellist Joan Jeanrenaud en werd een concert in Oakland, waar Frith les geeft aan Mills College, opgenomen voor de tweede cd. Het oorspronkelijke trio toerde in 2003 in Europa (Frankrijk, Duitsland en België). Het ensemble trad in november 2006 voor het eerst op in New York, met gastmusici Ikue Mori (elektronica), Zeena Parkins (harp), Carla Kihlstedt (viool) en Gerry Hemingway (percussie). Met hen nam Maybe Monday dezelfde maand zijn eerste studio-cd op. 

## Discografie
- Saturn's Finger, Buzz Records, 1999
- Digital Wildlife, Winter & Winter, 2002
- Unsquare, Intakt, 2008

Art Bears · Cosa Brava · Death Ambient · Fred Frith Guitar Quartet · French Frith Kaiser Thompson · Henry Cow · Keep the Dog · Maybe Monday